# Det femte bjerg
Det femte bjerg er en roman, skrevet af den brasilianske forfatter Paulo Coelho, der blev udgivet i 1996.
| Bog | Spire Denne artikel om bøger og tidsskrifter er en spire som bør udbygges. Du er velkommen til at hjælpe Wikipedia ved at udvide den. |